# Cabera nivea
Cabera nivea är en fjärilsart som beskrevs av Petersen 1902. Cabera nivea ingår i släktet Cabera och familjen mätare. Inga underarter finns listade i Catalogue of Life.